# Jacques Boucher (juge)
 (juin 2017).
Si vous disposez d'ouvrages ou d'articles de référence ou si vous connaissez des sites web de qualité traitant du thème abordé ici, merci de compléter l'article en donnant les références utiles à sa vérifiabilité et en les liant à la section « Notes et références ».
Pour les articles homonymes, voir Boucher et Jacques Boucher.
Jacques Boucher, né en 1913 à Hull et mort en 1989, est un avocat et juge québécois.
Il a été juge à la Cour de magistrat de 1950 à 1961, puis juge à la Cour supérieure du Québec de 1961 à 1982. 

## Biographie

### Famille
Jacques Boucher est le fils de Zénon Boucher (1879-1945) et Caroline Coley. Son père a été échevin de la Ville de Hull (1922-1936) et gérant général de Boucher Frères (commerce de bois et de charbon). Il est le deuxième d'une famille de sept, il a deux frères, Jean et François ainsi que quatre sœurs : Françoise, Suzanne, Madeleine et Marguerite. En 1945, il épouse Marie Farley, fille de Gracia Lafond et de Arthur Raymond Farley, un éminent pharmacien de Hull. Ils ont 6 enfants soit Lucie, Caroline, Pierre, Charlotte, Guy et Brigitte.

### Études
Après des études primaires au collège Notre-Dame de Hull, il entre, en 1926, au High School de l'Université d'Ottawa, où il gagne la médaille du sénateur Louis Côté. C'est à l'Université d'Ottawa qu'il obtient son Baccalauréat ès Arts avec grande distinction en 1934. Il se mérite le trophée Villeneuve en tant qu'orateur vainqueur d'un débat universitaire contre les orateurs de l'Université de Montréal. Le bilinguisme avait été le sujet du débat et un des juges était le Très Honorable Ernest Lapointe.
En mai 1937, il obtient sa licence en droit à l'Université de Montréal. Il y reçoit la médaille du Gouverneur Général, celle du Lieutenant Gouverneur de Québec ainsi que la médaille du barreau de Paris en droit civil et municipal. Fait à noter, lors de son passage, il reçoit aussi la médaille de l'Association Canadienne Amateure pour le sprint (course).

### Vie Professionnelle
Jacques Boucher est admis au barreau de la province de Québec en juillet 1937. Il travaille en pratique privée jusqu’en 1944 et devient ensuite substitut du procureur général au palais de justice de Hull. Il est également nommé secrétaire du barreau de Hull en 1945 et reçoit le titre de conseiller du roi en 1946. En 1950, il est nommé juge à la cour du magistrat et devient le plus jeune juge à exercer cette position. 
C’est en 1961 qu’il est assermenté, par le juge en chef W. B. Scott, comme juge à la cour supérieure en remplacement de l’Honorable juge Alexandre Taché. Lors de son assermentation, le juge Paul Sainte-Marie s’est exprimé ainsi : « Sa science légale, sa connaissance de la nature humaine, ses qualités de gentilhomme et de courtoisie feront du juge Boucher un excellent juge de la cour supérieure »[réf. nécessaire].
Il continue d’exercer ce poste ainsi que d’autres mandats jusqu’à ce que de graves problèmes de santé l’arrêtent en 1982. Il décède le 25 mai 1989.

## Activités extra-professionnelles
Jacques Boucher s’est grandement intéressé aux questions publiques et a ainsi connu de nombreuses activités extra-professionnelles telles : candidat aux élections fédérales en tant que progressiste-conservateur, secrétaire de la Chambre de commerce  de Hull, secrétaire fondateur du Club Lions de Hull, secrétaire-fondateur de l’union des Chambres de commerce de l’ouest du Québec, secrétaire du comité de Hull des services de guerre, directeur de la Croix-Rouge, président pour le district de Hull de l’Association pour les enfants arriérés et directeur de l’association provinciale, représentant de Hull au comité chargé de la fondation  de la faculté de droit de l’Université d’Ottawa, professeur en droit et procédures criminelles à l’Université d’Ottawa et président honoraire  de la société justinien de l’Université d’Ottawa.
De plus, il a été commissaire d’école de la ville de Hull de 1940 à 1950 dont 9 ans comme président. Et durant les années 1942 à 1945, il fut  aussi échevin de la cité de Hull.